# Olga e i suoi figli
Olga e i suoi figli è una miniserie televisiva italiana del 1985, diretto da Salvatore Nocita e con protagonista Annie Girardot.
La miniserie, in quattro puntate, fu trasmessa per la prima volta in prima serata da Raiuno da domenica 6 a giovedì 17 ottobre 1985.

## Trama
Milano: Olga è una donna con due figli rimasta recentemente vedova. Lavora ai mercati generali e fa il possibile per stare vicino ai suoi figli, in particolare a Michele, che frequenta un istituto tecnico. Michele però è schizofrenico, e dopo una crisi viene ricoverato all'Ospedale di Niguarda.

## Produzione
Girato tra Milano e provincia (tranne alcune sequenze girate nel paese emiliano di Gualtieri), lo sceneggiato si è avvalso della consulenza scientifica degli psichiatri Vittorino Andreoli e Vincenzo Ruggiero.